# Moritz Weber
Pour les articles homonymes, voir Weber.
Moritz Weber (18 juillet 1871 - 10 juin 1951) est un ingénieur allemand connu pour ses travaux sur les écoulements diphasiques et la similitude en mécanique des fluides. Le nombre de Weber a été ainsi baptisé en son honneur. 

## Biographie
Moritz Weber a grandi à Hanovre chez son grand-père Moritz Rühlmann (de). Son précepteur était le mathématicien Felix Klein, alors professeur assistant à Université de Göttingen.
Il travaille d'abord à Berlin comme architecte du gouvernement pour les chemins de fer. Il s'occupe des projets d'électrification et de construction de la centrale d'alimentation de Charlottenburg.
En 1904 il devient professeur de la mécanique à Université Gottfried Wilhelm Leibniz de Hanovre et, à partir de 1913 professeur d'ingénierie navale à l'Université technique de Berlin (alors Technischen Hochschule Berlin) jusqu'à sa retraite en 1936. C'est dans ce cadre qu'il a effectué les travaux qui lui ont valu sa notoriété sur les premiers énoncés des principes de similitude en mécanique des fluides.